# フェリーきずな

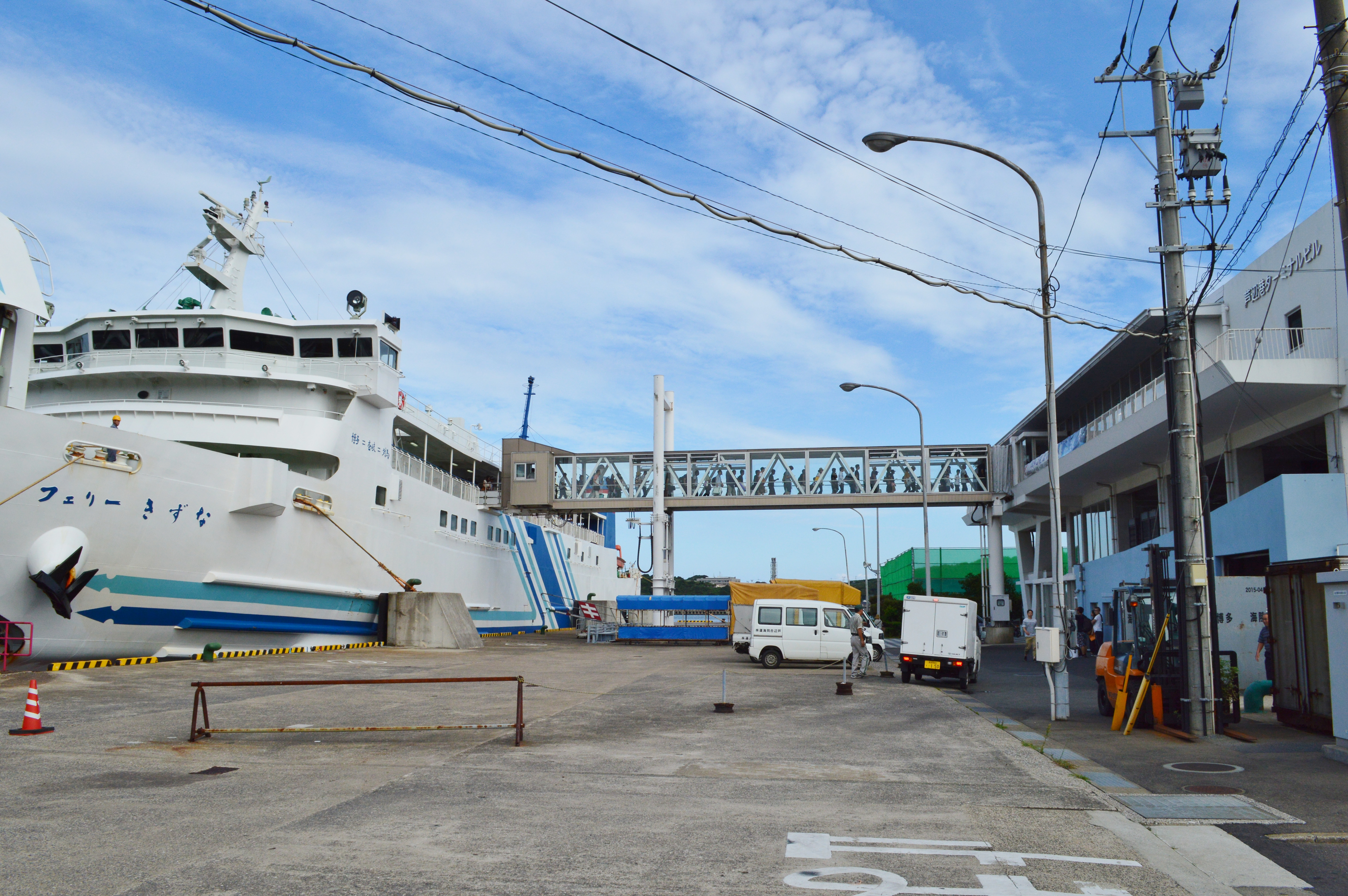
芦辺港にて

フェリーきずなは、九州郵船が運航しているフェリー。

## 概要
ニューつしまの代船として臼杵造船所で建造され、2012年4月1日に就航した。
国の「社会資本整備総合交付金」を原資とする長崎県の「離島地域交流促進基盤強化事業」により、建造費約27億円の全額補助を受けて建造された。補助金相当額が就航航路全般の運賃値下げのための原資として活用されており、本船の就航と同時に運賃が2割引き下げられた。

### 就航航路
- 博多港（博多埠頭） - 芦辺港・郷ノ浦港（壱岐） - 厳原港（対馬）
  - フェリーちくしと2隻で運航する。通常ダイヤでは、それぞれ対馬行（壱岐経由）と壱岐行を1往復ずつ運航するが、本船は主に郷ノ浦港を発着する便に配船されている。

## 設計
高齢者、障害者等の移動等の円滑化の促進に関する法律（バリアフリー新法）に基づいて作成された鉄道・運輸機構の旅客船バリアフリーガイドラインに準拠したバリアフリー高度化船である。通常の船内設備に加えて、高齢者や身障者に対応した客室、多機能トイレ、車いす対応エレベーターなどのバリアフリー設備を備える。

## 船内

### 船室
- 1等
- 2等指定
- 2等

### 設備
パブリックスペース
- 案内所
- エントランス
- 指定席用ラウンジ

供食・物販設備
- 自動販売機

娯楽設備
- ゲームコーナー